# Terrisaari (ö i Jyväskylä)
Terrisaari är en ö i Finland. Den ligger i sjön Hirvijärvi och i kommunen Toivakka i den ekonomiska regionen  Jyväskylä ekonomiska region  och landskapet Mellersta Finland, i den södra delen av landet, 220 km norr om huvudstaden Helsingfors. Öns area är 0,1 hektar och dess största längd är 60 meter i nord-sydlig riktning.